# Xysticus nigromaculatus
Xysticus nigromaculatus är en spindelart som beskrevs av Eugen von Keyserling 1884. Xysticus nigromaculatus ingår i släktet Xysticus och familjen krabbspindlar. Inga underarter finns listade i Catalogue of Life.